# William Cavendish, 3. Duke of Devonshire

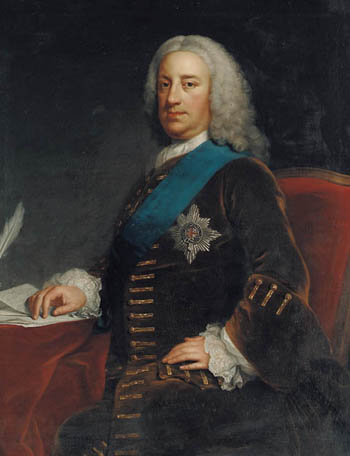
William Cavendish, 3. Duke of Devonshire, Porträt von George Knapton

William Cavendish, 3. Duke of Devonshire (* 26. September 1698; † 5. Dezember 1755) war ein britischer Adeliger und Politiker aus der Familie Cavendish.

## Leben
William Cavendish war der älteste Sohn des gleichnamigen 2. Duke of Devonshire und der Rachel Russell. Er hatte zwei Schwestern und zwei Brüder sowie eine illegitime ältere Halbschwester.
Er wurde am New College der Universität Oxford ausgebildet. 1721 wurde er erstmals ins britische House of Commons gewählt. Dort war er von 1721 bis 1724 Burgess für Lostwithiel in Cornwall, 1724 bis 1727 Burgess für Grampound in Cornwall und von 1727 bis 1729 Knight of the Shire für Huntingdonshire. Im Parlament gehörte er zur Partei der Whigs. Beim Tod seines Vaters erbte er am 4. Juni 1729 dessen Adelstitel als 3. Duke of Devonshire, 3. Marquess of Hartington, 6. Earl of Devonshire und 6. Baron Cavendish of Hardwick, wurde dadurch Mitglied des House of Lords und schied aus dem House of Commons aus.
Von 1726 bis 1731 war er Captain der Gentlemen Pensioners und von 1729 bis zu seinem Tod Lord Lieutenant von Derbyshire. 1731 wurde er Privy Counsellor und gleichzeitig für zwei Jahre Lordsiegelbewahrer. Lord Steward of the Household war er zweimal, von 1733 bis 1737 und erneut von 1744 bis 1749. Dazwischen bekleidete er von 1737 bis 1744 das Amt des Lord Lieutenant of Ireland.

## Ehe und Nachkommen
Am 27. März 1718 heiratete er Catherine Hoskins (oder Hoskyn; * um 1700; † 1777), die Tochter des John Hoskins, Steward des Duke of Bedford. Mit ihr hatte er sieben Kinder:
- Lady Caroline Cavendish (1719–1760) ⚭ 1739 William Ponsonby, 2. Earl of Bessborough;
- William Cavendish, 4. Duke of Devonshire (1720–1764) ⚭ 1746 Charlotte Boyle, 6. Baroness Clifford;
- Lord George Augustus Cavendish († 1794);
- Lady Elizabeth Cavendish († 1796) ⚭ 1743 Hon. John Ponsonby, Sohn des Brabazon Ponsonby, 1. Earl of Bessborough;
- Lady Rachel Cavendish (1727–1805) ⚭ 1748 Horatio Walpole, 1. Earl of Orford;
- Lord Frederick Cavendish (um 1729–1803);
- Lord John Cavendish (um 1734–1796).

William Cavendish ist der letzte gemeinsame Vorfahr von König Charles III. und Lady Diana, die von seinen Kindern William und Elizabeth abstammen.